# Personaggi di Tutto in famiglia
Questa voce contiene un elenco dei personaggi presenti nella serie televisiva Tutto in famiglia.

## Personaggi principali
- Michael Richard Kyle Sr. (stagioni 1-5), interpretato da Damon Wayans, doppiato in italiano da Stefano Benassi.
È capo-famiglia, marito di Janet, dalla quale ha avuto tre figli: Michael Jr., detto Junior, Claire e Kady. Lui e la moglie si sono sposati ai tempi dell'adolescenza quando lei rimase incinta di Junior, prima di sposarsi ebbe una storia con Sharon, per via della bellezza di quest'ultima Janet è ancora gelosa benché Michael ami solo lei. È un uomo spiritoso, saggio, passionale e altruista, pur essendo anche immaturo, arrogante, meschino, sarcastico e pungente. È molto innamorato della moglie, oltreché un padre affezionato ai figli. È il fondatore e direttore dell'azienda di camion Kyle Trasporti. Ha spesso degli scontri quasi comici con il primogenito Junior, e, a quanto pare, ha difficoltà a ricordare i proverbi. È geloso di sua figlia Claire e adora coccolare Kady. Gli piace portare allegria in casa, specialmente con i figli, quasi a voler bilanciare il brutto rapporto che aveva col proprio padre, il quale ha sempre reputato Michael un fallimento. I due non comunicavano mai, inoltre il padre era anche un po' violento con lui. Michael ha un fratello, Ken (fratello anche dello stesso attore), e una sorella, Kelly, la quale detesta Janet. Michael ama educare i suoi figli usando spesso giochi di manipolazione, quando infatti li vede comportarsi male, gli piace manipolare gli eventi in modo che i loro errori gli si ritorcano contro, benché è evidente che spesso per lui tutto ciò rappresenti una sorta di sfida: più che per educare i figli, si comporta così perché in parte gli piace umiliarli. Spesso impone regole o punizioni assurde e ingiustificate ai figli, in verità ciò è dovuto alle sue insicurezze, temendo di non essere capace di tenerli lontani dalle cattive scelte, tende a esagerare diventando un po' opprimente. Una delle sue battute più ricorrenti è: «Eeeh... No!», esclamata ogni volta che vuole negare un favore a qualcuno. Michael si crede bello e soprattutto perfetto, ma in quasi tutti gli episodi succede qualcosa che gli fa capire che non è affatto così. Inoltre, è una persona competitiva. È un grande fan di  Halle Berry, Michael e Janet Jackson, e adora anche imitare Bill Cosby. È un buon giocatore di golf (è infatti molto geloso del suo set di mazze) e segue con passione il pugilato e il basket, oltre a praticarli nel tempo libero. Tra i suoi atleti preferiti figurano Michael Jordan, Shaquille O'Neal, LeBron James e Muhammad Ali. In gioventù gli piaceva il jazz e suonava la tastiera, ma non era molto portato. A volte è troppo protettivo con i suoi figli perché non vuole che diventino genitori troppo giovani, come è capitato a lui e Janet. Ha paura del suo consuocero Calvin.

- Janet "Jay" Marie Johnson-Kyle (stagioni 1-5), interpretata da Tisha Campbell-Martin, doppiata da Claudia Razzi.
È una gran lavoratrice, irascibile e permalosa, ma in fondo di buon cuore. Suo padre era un sergente di marina e va molto orgogliosa della sua famiglia, a suo dire quasi tutti i suoi parenti hanno raggiunto il successo sul versante professionale. È inizialmente un consulente finanziario, ma dopo il licenziamento diventa una casalinga disperata: in verità il suo capo voleva riassumerla, ma Janet ha preferito abbandonare la carriera per dedicarsi di più ai figli. Lavorerà per un breve periodo per Michael come contabile e quando era incinta di Junior lavorava di notte in un supermercato. Ha aperto pure un suo ristorante. Come afferma Michael tutte queste sue iniziative non hanno veramente lo scopo di fare di Janet una lavoratrice indipendente, semplicemente Janet si illude di autorealizzarsi. È un'ottima cuoca (la sua specialità è la torta di pesche) e pratica yoga con grande passione. Ha problemi con il suo aspetto fisico e s'infuria se qualcuno le dà della "grassa", ciò è dovuto al fatto che si porta dietro dai tempi dell'adolescenza i traumi mai superati dovuti alle prese in giro dei suoi coetanei per via del suo peso, infatti anche se Janet di fatto è una bella donna, è sempre invidiosa e arcigna nei confronti di donne che reputa più belle di lei, sebbene contemporaneamente sia pure vanitosa. Una sua qualità è quella di voler aiutare gli altri, ma poi si lamenta di non avere mai tempo per se stessa. È più matura e paziente rispetto a Michael, e non sempre approva totalmente i suoi metodi educativi. Michael è palesemente timorato di lei. Decide in seguito di tornare al college per studiare psicologia, anche se Michael all'inizio non approva, riuscendo infine a laurearsi. A volte sa essere una vera rompiscatole, ma Michael deve fare di tutto per non farglielo notare. Non è ben accetta dalla madre e dalla sorella di Michael. È una grande fan di Denzel Washington ed è un'eccellente cantante. La sua è stata una vita di occasioni perdute, per via della sua prima gravidanza che l'ha costretta a cambiare repentinamente vita: proprio per questo appare oggi "pazza" e ipercompetitiva. Al liceo ha recitato in Il mago di Oz nel "ruolo" della casa, esperienza di cui lei va stranamente fiera.

- Michael "Junior" Richard Kyle Jr. (stagioni 1-5), interpretato da George O. Gore II, doppiato da Alessio Puccio.
È il primogenito di Michael e Janet, nato quando i genitori avevano appena 16 anni. Simpatico come il padre, è piuttosto ottuso, ingenuo, imbranato e testardo, e per questo viene spesso trattato come uno stupido dai genitori e dalle sorelle. Sa anche essere un bravo ragazzo, soprattutto saggio e intelligente, ma in rare occasioni. Il suo più grande problema non sembra essere infatti la poca intelligenza, ma la scarsa capacità di concentrazione, infatti ha dimostrato in alcune occasioni che, quando si applica seriamente, è in grado di prendere voti eccellenti. È molto bravo nel disegno. Avrà il primo rapporto con Leylani, una ragazza conosciuta alle Hawaii. Più avanti, fa l'amore con la sua ragazza, Vanessa Scott, nel letto dei suoi genitori e per questo Michael lo punisce facendolo dormire in garage, prima di scoprire che Vanessa è incinta; i due giovani divengono genitori del piccolo Michael Richard Kyle III, detto "Junior-Junior". In seguito Junior si sposa con Vanessa, lui ama sia la moglie e il figlio, è ancora difficile per lui ottenere una completa stabilità e per questo viene aiutato dai suoi genitori, Michael gli permette anche di tornare a dormire nella sua camera da letto. Dopo il diploma, lavora con Michael nell'azienda di famiglia. Ha due tatuaggi sul braccio sinistro, disapprovati dai genitori. Ha due passioni: la poesia e la musica rap, e alcuni dei suoi artisti preferiti (di cui possiede un poster in camera) sono Ice Cube e i D.I.T.C. Inoltre, va male in algebra, ha talento in arte, soprattutto nelle caricature, e sa parlare un po' la lingua klingon. Durante la gravidanza di Vanessa, Junior sarà costretto da Michael a raccogliere in un taccuino tutte le stupidaggini che dice. In una gag ricorrente, Michael lo schiaffeggia sulla testa tutte le volte che dice o fa qualcosa di insensato.

- Claire Marie Kyle (stagioni 1-5), interpretata da Jazz Raycole (stagione 1) e da Jennifer Freeman (stagioni 2-5), doppiata da Letizia Ciampa (stagione 1), da Letizia Scifoni (stagioni 2-5) e da Perla Liberatori (stagione 4 episodi 23, 26-30).
È la prima figlia femmina e secondogenita dei Kyle, nata dentro il camion con il quale Michael lavorava prima di fondare la sua azienda di trasporti. Claire è egocentrica, capricciosa, imbranata, vanitosa e dà troppa importanza all'età. È un po' invidiosa di suo fratello, dato che i genitori dedicano più attenzioni a lui, ma in fondo gli vuole tanto bene. È talmente imbranata da non riuscire ad entrare nella squadra delle cheerleader e cade continuamente dalle scale. Non sa cucinare né cantare. È ossessionata dalla bellezza e dalla notorietà sociale perché è convinta di non essere abbastanza intelligente, nonostante abbia voti alti a scuola. Vuole bene ai suoi genitori, ma li considera degli idioti e si vergogna ad uscire con loro. Le piace l'attenzione che riceve dai ragazzi, infatti è piuttosto corteggiata. Si fidanza presto con Tony, un bravo ragazzo un po' infantile. Anche se i suoi genitori non sopportano la sua vanità e la sua ossessione legata alla bellezza, è evidente però che è un tratto caratteriale che ha ereditato proprio da Michael e Janet. Inizia quindi a lavorare come commessa in un negozio d'abbigliamento e diventa ufficialmente vegetariana. Inoltre, grazie al suo grande interesse per la moda, è una buona stilista ed è decisamente più intelligente di Junior. Michael è talmente protettivo con lei che cerca in ogni modo di tenerla lontana dalla "tentazione del sesso", tuttavia il rapporto tra i due subisce un'evoluzione nella quarta stagione, quando Michael vedendo come ora lei è matura, decide di non imporle più il suo controllo, limitandosi solo ad avere fiducia in lei. È una fan degli OutKast, le piace anche l'attore Will Smith, pur ammettendo di odiare il film Wild Wild West.

- Kady Melissa Jheny Spilken Kyle (stagioni 1-5), interpretata da Parker McKenna Posey, doppiata da Lilian Caputo.
È la più piccola Kyle. È giocherellona e gentile, ma anche impicciona, testarda e combinaguai; adora il McDonald's e il gelato. Si diverte ad essere l'angioletto di mamma e papà. Il suo cartone animato preferito è Le Superchicche. Già a cinque anni sa parlare bene lo spagnolo e il swahili, ma non sa suonare il pianoforte, inoltre è allergica ai cani. Quando discute con Franklin, il suo fidanzatino, sulla sua intelligenza, riesce a dare una risposta furba, dimostrando di avere un bel carattere nonostante non sia molto intelligente. In un episodio rivela che il motivo principale per cui sta insieme a Franklin è per le potenzialità di guadagno dovute al grande intelletto del bambino. All'inizio è gelosa di suo nipote Junior-Junior, ma poi si affezionerà a lui. Comincia in seguito a comportarsi come Claire, e per questo le due sorelle diventeranno "amiche-nemiche". Quando le capita di sentire i suoi genitori o qualcun altro copulare, Michael e Janet le fanno credere che il sesso è il gioco dell'ottovolante o delle cuscinate.

## Personaggi secondari
- Onesto Tony Jeffers (stagioni 2-5), interpretato da Andrew McFarlane, doppiato da Davide Perino.
È il primo vero fidanzato di Claire. È un ragazzo molto attaccato alla religione e facile al pianto per i più sciocchi motivi, ma è anche molto educato e innamorato di Claire. Il suo film preferito è La passione di Cristo. All'inizio non è visto di buon occhio da Michael, ma con il tempo capirà che è un bravo ragazzo ed è anche uno dei pochi ad apprezzare totalmente il suo umorismo. Tony e Claire, con il tempo, arrivano a desiderare di avere rapporti intimi, ma Tony vorrebbe aspettare finché non saranno sposati. In un'occasione i due decidono di farlo prima del matrimonio e ne parlano a Michael e Janet, i quali reagiranno molto male, ma infine i due cambieranno idea e scelgono di aspettare di sposarsi.

- Vanessa Scott-Kyle (stagioni 3-5), interpretata da Meagan Good (stagione 3) e da Brooklyn Sudano (stagioni 4-5), doppiata da Francesca Manicone.
È la ragazza che si rivela il grande amore di Junior. Porta scompiglio in casa Kyle dopo che Michael e Janet la trovano nel loro letto insieme a Junior, ma riesce a dimostrare di essere veramente innamorata del giovane, così viene perdonata e accolta nella famiglia. Subito dopo il diploma, scopre di essere incinta e dopo aver dato alla luce il piccolo "Junior-Junior", si trasferisce a vivere con Junior nel garage dei Kyle, trasformato in una piccola dépendance. Sposa infine Junior con una semplice cerimonia. Dolce e amorevole, quando Junior la fa arrabbiare, diventa piuttosto aggressiva. All'inizio Janet è gelosa di lei, ma poi impara a volerle bene.

- Franklin Aloisius Mumford (stagioni 3-5), interpretato da Noah Gray-Cabey, doppiato da Lucrezia Marricchi.
È il fidanzatino di Kady. Franklin è un bambino prodigio. Eccellente pianista, ha molte lauree conseguite in prestigiose università e, nonostante la giovane età, parla e si comporta come se fosse un uomo, anche quando parla del suo amore per Kady (i due hanno già deciso di sposarsi quando saranno grandi); Franklin prova dei forti sentimenti per lei, la considera perfetta e la loda sempre con l'esclamazione: «Non è grandiosa?». Con la sua intelligenza, trova sempre il modo di aiutare nei momenti più disparati tutti i membri della famiglia Kyle, soprattutto Michael, del quale diventa presto il migliore amico con cui confidarsi. Nonostante il suo essere un piccolo genio, durante la crescita, mostra più volte il bisogno di essere un bambino normale per cercare di non sentirsi escluso dagli altri bambini, sebbene a Kady piaccia così com'è. Ha ammesso, malgrado la sua intelligenza, di non sapere come si concepiscano i bambini perché i suoi insegnanti preferirono precludergli certi campi di studio in modo da preservare la sua innocenza di bambino.

## Altri  personaggi
- Ken Kyle (stagione 1), interpretato da Keenen Ivory Wayans, doppiato da Francesco Prando.
È il fratello maggiore di Michael e quindi zio paterno di Junior, Claire e Kady. È ben voluto dal fratello e dai nipoti (ed è il figlio preferito del proprio padre), è uno chef e anziché sposarsi e costruirsi una famiglia tutta sua, gli piace avere fidanzate giovani e stupide. In seguito, dopo aver rotto con la sua ennesima conquista, confida a Michael che a volte vorrebbe anche lui trovare una donna con cui sistemarsi e mettere su famiglia, perché le ragazze con cui esce lo fanno divertire ma non gli offrono momenti di maturità e dialogo, tuttavia subito dopo, dimostra di non poter rinunciare al suo stile di vita in quanto lo ritiene il più adatto a lui.
- Rosa (stagione 1), interpretata da Marlene Forte.
È la babysitter di Kady. Non va molto d'accordo con Michael.
- Stuart Tyler (stagione 2), interpretato da Larry Miller, doppiato da Oliviero Dinelli.
È un proctologo petulante ed irritante, capofamiglia dei Tyler. Lui e Michael si odiano e non perdono occasione per litigare. In un ristorante giapponese Stuart si scuserà con Michael e i due appianeranno le divergenze, ma la cosa dura meno di un minuto perché Stuart non si lava le mani dopo essere stato al bagno, provocando il disgusto di Michael e della stessa famiglia di Stuart. Michael e Stuart hanno un secondo confronto con le loro famiglie in una sala bowling dove Michael e la sua famiglia riescono a battere quella dei Tyler. Una cosa che Michael e Stuart hanno in comune è che le loro famiglie li trovano entrambi immaturi ed esasperanti. Come lui stesso ha ammesso, lui e la moglie sono due scambisti.
- Devon (stagioni 2-3), interpretato da Philip Daniel Bolden.
È un compagno di scuola di Kady. Gli piace molto giocare al dottore, soprattutto con Kady.
- Melissa (stagioni 2-3), interpretata da Jessica Sara.
È un'amica di Kady, molto sapientona ed esperta di calcio.
- John (stagioni 2-4), interpretato da Damon Wayans Jr.
È un amico di Junior. È uno "zuccone", e molto spesso approfitta di Junior. Insieme a Mike (un altro amico di Junior) dà fastidio a tutti i ragazzi del quartiere.
- R. J. e Todd (stagione 2-4), interpretati da Deray Davis e Allan Todd Lynn.
Sono gli operai della "Kyle Corporation" (infatti Michael è il loro capo). Sono entrambi di colore però si distinguono perché R. J. è alto e magro mentre Todd è basso, grasso e porta un orecchino.
- Kelly Kyle (stagione 3), interpretata da Vivica A. Fox.
È la sorella di Michael e quindi zia paterna di Junior, Claire e Kady. Non va molto d'accordo con Janet perché è la migliore amica di Sharon, l'ex-ragazza di Michael. Kelly sperava che Michael sposasse Sharon e considera quindi Janet la causa per cui il suo desiderio si è infranto. In seguito, per affetto verso il fratello, Kelly decide di smettere di portarle rancore. Ha un ingrediente segreto (la cannella) che Janet non sa.
- Rachel (stagione 3-4), interpretata da Liliana Mumy.
 È un'amica di Kady, molto brava a recitare, ma molto superficiale nei confronti di Michael.
- Aretha Mumford (stagione 3-4), interpretata da Jamia Simone Nash.
È la sorella minore di Franklin e come suo fratello ha una passione per la musica, infatti è un'ottima cantante blues e jazz. Tutti si rendono conto del suo grande talento, eccetto Franklin che la considera incapace perché per lui solo Kady sa cantare bene.
- Michael "Junior-Junior" Richard Kyle III (stagioni 4-5).
È il figlio di Junior e Vanessa. All'inizio Kady è gelosa di lui ma poi comincerà a volergli molto bene. Ha la testa "grossa" come suo padre e la sua prima parola sarà "Papà".
- Calvin Scott (stagione 4-5), interpretato da Lester Speight, doppiato da Pasquale Anselmo.
È il papà di Vanessa, grosso e sempre incline ad usare le maniere forti. Ha un temperamento aggressivo e una forza erculea che gli consente di compiere imprese impossibili, come uccidere un lupo a mani nude, girare un camion a braccia o fermare una metropolitana. Per queste ragioni mette paura a tutti, tranne a Franklin. Spesso è ricorso a truffe per ottenere assicurazioni di invalidità e denaro facile. Ha anche un lato molto più vulnerabile che occasionalmente lo porta a piangere perché in fondo si sente un fallito. Michael ha paura di lui, ma in diverse occasioni, usando le parole, è riuscito ad avere la meglio. I due consuoceri riescono anche a fare amicizia e Calvin maturerà un certo rispetto per Michael, seppur costantemente minato dall'umorismo di quest'ultimo e dalle conseguenti reazioni irose di Calvin.
- Jasmine Scott (stagione 4-5), interpretata da Ella Joyce.
È la mamma di Vanessa, di carattere abbastanza simile a quello di Calvin, ma più paziente. Da giovane è stata in prigione.

## Guest star
- Katt Williams: Bobby Shaw, ex compagno di scuola di Michael e Janet, è il ragazzo a cui Janet ha dato il suo primo bacio ed è anche il compratore dell'azienda di trasporti di Michael. Doppiato da Nanni Baldini.
- Raven-Symoné: Charmaine, un'amica di Claire che scoprirà di essere incinta. Claire chiederà al padre di parlare con lei e Michael la convincerà a rivelarlo alla sua famiglia per affrontare tutto insieme. Doppiata da Perla Liberatori.
- Terry Crews: Ex compagno di classe di Michael e Janet, molto muscoloso, gestisce una palestra. Doppiato da Fabrizio Pucci.
- Taylor Lautner: Tyron, un bulletto che infastidisce Franklin.
- Gary Coleman: un ragazzo della consegna delle pizze. In una fantasia di Michael è fidanzato con Kady. Doppiato da Fabrizio Vidale.
- Michael Jordan: sé stesso.
- Shaquille O'Neal: sé stesso.
- LeBron James: sé stesso.